# Amény (vizir d'Amenemhat II)
Pour les articles homonymes, voir Amény.
Amény est un vizir sous le roi Amenemhat II, dans la XIIe dynastie.

## Attestation
Amény apparaît sur le fragment d'une pierre annale du roi. Le fragment a été trouvé par Flinders Petrie à Memphis et mentionne une statue de ce vizir. Amény est peut-être aussi connu sur une table d'offrandes. Cependant, le nom d'Amény fait partie des noms les plus courants du Moyen Empire. Par conséquent, l'identité des deux personnages figurant sur ces objets est loin d'être certaine.